# Mirko Eszterházy
Mirko (Emerik) Eszterházy (1665. – 1745.) - jedan od četiriju priora pavlinskog samostana u Lepoglavi koji su postali zagrebački biskupi.

## Životopis
Rođen je 1665. godine u Novom Mestu nad Váhom, u uglednoj ugarskoj velikaškoj obitelji Eszterházy. Školovao se u Rimu u njemačko-ugarskom zavodu Germanicum, gdje je stekao akademski status doktora. Svećenikom je postao 1688. i započeo s predavanjem filozofije u Lepoglavi. Bio je glavni tajnik, a kasnije i vrhovni poglavar pavlinskog reda. 
Kralj Leopold I. imenovao ga je 1706. godine biskupom u Vácu. Zagrebačkim biskupom postao je 1708. godine. Mirko Eszterházy sudjelovao je u povijesnim odlukama, posebice u donošenju Hrvatske pragmatičke sankcije. Bio je oslonac i uporište Mariji Tereziji, koju je okrunio za ugarsko-hrvatsku kraljicu 1741. godine. Odan dvorskoj politici zagrebački je biskup 1723. godine primio Vesprimsku biskupiju, te je uskoro postao i dvorskim kancelarom. 
Bio je velik dobročinitelj katedrale i drugih crkava i samostana. Nabavio je mnogo crkvenog posuđa i odijela, koja se odlikuju umjetničkom vrijednošću što je dokaz o njegovu, finu ukusu i poznavanju umjetnosti. Posebno se ističe srebrni antependij koji je darovao zagrebačkoj katedrali, te se i danas nalazi na glavnom oltaru.
Umro je 1745. godine u Požunu, gdje je i pokopan u kapeli sv. Ivana Milostinjara.